# Lucy Lawless
Lucy Lawless, właśc. Lucille Francis Ryan (ur. 29 marca 1968 w Mount Albert) – nowozelandzka aktorka telewizyjna i filmowa oraz piosenkarka.

## Życiorys
Urodziła się w wielodzietnej rodzinie – miała sześcioro rodzeństwa, jej ojciec był burmistrzem Mount Albert. Początkowo chciała zostać śpiewaczką operową, ale uznała, że to nie odpowiada jej temperamentowi. Pierwsze próby aktorskie miały miejsce na szkolnych przedstawieniach. Ukończyła studia aktorskie Auckland University i William Davis Centre for Actors’ Study w Vancouver.
Pracując dla magazynu podróżniczego odbyła podróż dookoła świata. Po urodzeniu córki w 1988 postanowiła zająć się na poważnie aktorstwem.
W Polsce znana jest przede wszystkim jako tytułowa bohaterka serialu telewizyjnego Xena: Wojownicza księżniczka. Zagrała także w serialu Battlestar Galactica. Zagrała w nim postać Cylona Numer 3, znanego także jako D’Anna Biers.

## Życie prywatne
Z małżeństwa z Garthem Lawlessem (1988–1995) ma córkę Daisy. Od 1998 jest żoną Roberta G. Taperta, z którym ma dwóch synów: Juliusa i Judaha.

## Filmografia

### Filmy fabularne
| Rok  | Tytuł                         | Rola               |
| ---- | ----------------------------- | ------------------ |
| 1990 | Within the Law                | Verity             |
| 1991 | The End of the Golden Weather | dziewczyna Joe     |
| 1992 | Zatopić „Rainbow Warrior”     | Jane Redmond       |
| 1993 | Typhon’s People               | Mink Tertius       |
| 1994 | Herkules i Amazonki           | Lysia              |
| 2002 | Spider-Man                    | Dziewczyna punk    |
| 2003 | Tarzan na Manhattanie         | Kathleen Clayton   |
| 2004 | Eurotrip                      | Madame Vandersexxx |
| 2005 | Atak szarańczy                | Maddy Rierdon      |
| 2005 | Boogeyman                     | Mary Jensen        |
| 2006 | Krwiożercze wampiry           | Maddy Rierdon      |
| 2006 | The Darkroom                  | Cheryl             |
| 2008 | Opowieści na dobranoc         | Aspen              |
| 2009 | Anioł śmierci                 | Vera               |
| 2009 | Ostre dziewczyny              | Matka przełożona   |
| 2017 | Przemiana                     | Miryam Carlisle    |
| 2019 | Mosley                        | Bera               |
| 2022 | Minionki: Wejście Gru         | zakonnica          |

### Seriale telewizyjne
| Rok          | Tytuł                        | Rola                             |
| ------------ | ---------------------------- | -------------------------------- |
| 1989         | Funny Business               |                                  |
| 1991         | For the Love of Mike         | Helen                            |
| 1992         | The Ray Bradbury Theatre     | Liddy Barton                     |
| 1994–1995    | Wysoka fala                  | Sharon List                      |
| 1995–1998    | Herkules                     | Lyla (1995)/Xena (1995–1998)     |
| 1995–2001    | Xena: Wojownicza księżniczka | Xena                             |
| 2005–2009    | Battlestar Galactica         | D'Anna Biers – Cylon (gościnnie) |
| 2007         | Football Wives (pilot)       | Tanya Austin                     |
| 2010–2012    | Spartakus                    | Lukrecja                         |
| 2012–2014    | Parks and Recreation         | Diane Lewis                      |
| 2013         | Tajemnice Laketop            | Caroline Platt                   |
| 2014–2015    | Agenci T.A.R.C.Z.Y.          | Isabelle Hartley                 |
| 2015         | Salem                        | hrabina von Marburg              |
| 2015         | Ash kontra martwe zło        | Ruby Knowby                      |
| 2019-obecnie | My Life Is Murder            | Alexa Crowe                      |

### Filmy krótkometrażowe
| Rok  | Tytuł         | Rola                |
| ---- | ------------- | ------------------- |
| 1990 | A Bitter Song | pielęgniarka        |
| 1995 | Peach         | Peach               |
| 2010 | Lez Chat      | pracownik budowlany |